# Rain Dogs
Rain Dogs es el noveno álbum de estudio del músico estadounidense Tom Waits, publicado en agosto de 1985 por Island Records. Un vago álbum conceptual sobre "desposeídos urbanos", Rain Dogs es generalmente considerado el álbum intermedio de una trilogía conformada por Swordfishtrombones y Franks Wild Years.
El álbum, que incluye la participación de los guitarristas Keith Richards y Marc Ribot, se caracteriza por su amplio espectro de géneros y estilos musicales, descrito por la revista musical Rolling Stone como "la fusión de Kurt Weill, la integridad pre-rock del viejo blues, y la elegíaca melancolía de Nueva Orleans, en un estilo americano singularmente idiosincrático".
Rain Dogs alcanzó el puesto 29 en la lista de éxitos del Reino Unido, y el puesto 188 en la lista Billboard 200. En 1989, ‘’Rain Dogs’’ se situó en el puesto 21de la lista de los 100 mejores álbumes de los 80 elaborada por la revista musical Rolling Stone, y en el puesto 397 de la lista de los 500 mejores álbumes de todos los tiempos, elaborada en 2003.
Pitchfork Media situó a Rain Dogs como el octavo mejor disco de los 80.

## Grabación
Waits compuso la mayor parte de Rain Dogs en dos meses en el otoño de 1984 en un sótano de la esquina entre Washington Street y Horatio Streets de Manhattan. Según Waits: “Era una especie de zona peligrosa, el bajo Manhattan entre Calle Canal y la Calle 14, a solo un bloque de distancia del río. Era un buen sitio para trabajar. Muy tranquilo, excepto por el agua de las tuberías. Era como estar en un baúl".
Previo a la grabación del álbum, Waits grabó sonidos de la calle y otros ruidos ambientales en una grabadora con el fin de captar el sonido de la ciudad que sería la temática del álbum. Un amplio rango de instrumentos se usaron para lograr el sonido que Waits quería, como la marimba, el acordeón, el contrabajo, el trombón y el banjo, indicando las diferentes direcciones musicales repartidas en Rain Dogs. A diferencia del sonido de la época, cuando muchos músicos usaban sintetizadores, cajas de ritmos y otras técnicas de estudio para hacer música, Rain Dogs es notable por su sonido orgánico y por el modo en que se logró. Waits, discutiendo sobre la desconfianza de las técnicas de estudio de la época, dijo:
Si quiero un sonido, me siento mejor si lo he perseguido y matado, despellejado y cocinado. Muchas de las cosas las consigues ahora con botones. De modo que si quería un sonido de batería determinado, mi ingeniero solía decir: “Oh, por Cristo, ¿por qué pierdes el tiempo? Vamos a golpear esa pequeña taza con un palo aquí, coger una muestra y hacerla más grande en la mezcla, no te preocupes por eso”. Yo decía: “No, prefiero ir al baño y golpear la puerta con una pieza de dos por cuatro muy fuerte”.

‘’Rain Dogs’’ marcó la primera colaboración de Waits con el guitarrista Marc Ribot, con quien volvería a trabajar en discos como Franks Wild Years, Mule Variations, Real Gone y Orphans: Brawlers, Bawlers & Bastards. Ribot comentó sobre la grabación: “Rain Dogs fue mi primera grabación importante, y pensaba que todo el mundo hacía discos del modo en que lo hace Tom. Desde entonces aprendí que es una forma original e individual de producir. Como productor, aparte de su faceta de compositor, cantante y guitarrista, trae sus ideas al estudio, pero está muy abierto a sonidos que ocurren accidentalmente en el estudio. Recuerdo que me dio una instrucción: “Tócalo como si fuera el benei mitzvá de un enano””.
Ribot también recordó que la banda no solía ensayar las canciones antes de grabarlas; de hecho, Waits presentaba las canciones en el estudio con una guitarra acústica: “Tenía el cuerpo hueco y raído de las canciones y explicaba las ranuras. No era un modo mecánico de grabar en absoluto. (…) Si no iba en la dirección que él quería, hacía sugerencias. Pero había varias ideas que tuve que no sucedieron en la primera o segunda toma”.
El álbum marcó también la primera vez que el guitarrista de The Rolling Stones, Keith Richards, trabajó con Waits. En 1986, Waits contribuyó tocando el piano en el álbum de los Rolling Stones Dirty Work, y Richards tocando la guitarra en el tema “That Feel” del disco Bone Machine. Waits comentó sobre la razón de atraer a Richards y sobre su relación de trabajo en el estudio con él: “Hay algo ahí que pensé que Richards podía entender. Cogí un par de canciones que pensé que él entendería y lo hizo. Tiene una gran voz y es un gran espíritu en el estudio. Es muy espontáneo, se mueve como un animal. Estaba intentando explicar “Big Black Mariah” y comencé a moverme de un determinado modo, y él dijo: “Oh, ¿por qué no hiciste eso al principio? Ahora sé de lo que hablas”. Como un instinto animal”.

### Música
Rain Dogs ha sido señalado como uno de los más importantes en la carrera de Waits a nivel musical y de crítica, particularmente debido a la nueva dirección que tomó desde la publicación de Swordfishtrombones en adelante. Según la revista musical Rolling Stone: “Con Rain Dogs, Waits dejó caer su desaliñado espectáculo de piano de salón y fundió influencias externas: la decadencia del socialismo de la mano de Kurt Weill, la integridad del viejo y sucio blues, la melancolía elegíaca de Nueva Orleans, en un estilo americano singular e idiosincrático”. El cronista continúa describiendo la música como "huesuda y amenazantemente hermosa".
El álbum es notable por sus numerosos estilos musicales: entre los diecinueve temas que conforman el disco, hay dos instrumentales ("Midtown" y "Bride of Rain Dog"), una polka ("Cemetery Polka"), una con reminiscencias de Nueva Orleans ("Tango Till They're Sore"), baladas ("Time"), música pop ("Downtown Train"), y temas "gospel" ("Anywhere I Lay My Head"). "Blind Love" supone el primer intento de Waits de crear un tema country. Tal y como el propio Waits comentó en el Rain Dogs Island Promo Tape, una serie de cintas con comentarios sobre las canciones mandadas a las estaciones de radio: ""Blind Love" es una de mis primeras canciones country. Me gusta Merle Haggard. La mayoría de esos tíos suenan como si estuviesen todos bebiendo té y hablando con su contador".
La canción "Hang Down Your Head" está vagamente basada en la canción folk "Tom Dooley", manteniendo casi la misma melodía pero con una letra distinta.

### Letras
Rolling Stone denominó a Rain Dogs como "un elegante retrato del trágico reino de las calles". El título del álbum deriva de una expresión que sugiere esa atmósfera. Waits arroja luz sobre la metáfora diciendo que el álbum trata de "gente que vive en la calle. Ya sabes que después de la lluvia ves todos esos perros que parecen perdidos, vagando por ahí. La lluvia lava todo su aroma, todas sus direcciones. De modo que toda la gente del álbum está unida, de una forma corpórea a la hora de compartir el dolor y el malestar".
Según Barney Hoskyns, la temática general de Rain Dogs sobre los desposeídos urbanos está inspirada en parte por el documental de Martin Bell Streetwise, al cual Waits contribuyó con música.
Rain Dogs incluye una pieza hablada y titulada "9th and Hennepin", que trata sobre los habitantes de la Calle 9 y de la Hennepin Avenue de Minneapolis, Minnesota. En una entrevista, Waits describió la inspiración para la letra: 
"Aunque la calle en sí está en Minneapolis, la mayoría de las imágenes son de Nueva York. Es sólo que yo estuve en 9th Street y en Hennepin años atrás en mitad de una guerra de proxenetas, y quedó grabado en mi mente. "Hay un problema en la 9th y en Hennepin". Y estoy seguro de que continúa habiendo problemas ahí. En la tienda de donuts. Estaban tocando "Our Day Will Come" de Dinah Washington cuando esos proxenetas de 12 años vinieron con abrigos de chinchilla y armados con cuchillos, tenedores, cucharas y cucharones, comenzaron a tirarlo todo a la calle. Lo que fue recibido con munición real sobre sus cabezas. Recuerdo el nombre de todos los donuts: Twist de cereza, Rickey de lima. Pero yo estaba pensando mayormente en el tío volviendo a Filadelfia de Manhattan en el Metroliner con el The New York Times, mirando a través de la ventana cómo desaparece la estación, imaginando todas las cosas terribles de las que no tiene por qué ser parte".

## Portada
A pesar de la similitud, el hombre de la portada de Rain Dogs no es Tom Waits. La fotografía es una de una serie tomada por el fotógrafo sueco Anders Petersen en el café Lehmitz, cerca del bulevar Reeperbahn de Hamburgo, a finales de los años 1960. El hombre y la mujer de la portada se llaman Rose y Lily. 
La versión europea de la portada incluye el título en rojo en lugar de en azul.

## Listas de canciones
Todas las canciones compuestas por Tom Waits excepto donde se anota.

### Cara A
| N.º | Título                    | Escritor(es)               | Duración |  |
| 1.  | «Singapore»               |                            | 2:46     |  |
| 2.  | «Clap Hands»              |                            | 3:47     |  |
| 3.  | «Cemetery Polka»          |                            | 1:51     |  |
| 4.  | «Jockey Full of Bourbon»  |                            | 2:45     |  |
| 5.  | «Tango Till They're Sore» |                            | 2:49     |  |
| 6.  | «Big Black Mariah»        |                            | 2:44     |  |
| 7.  | «Diamonds & Gold»         |                            | 2:31     |  |
| 8.  | «Hang Down Your Head»     | Kathleen Brennan/Tom Waits | 2:32     |  |
| 9.  | «Time»                    |                            | 3:55     |  |

### Cara B
| N.º | Título                             | Duración |  |
| 10. | «Rain Dogs»                        | 2:56     |  |
| 11. | «Midtown» (Instrumental)           | 1:00     |  |
| 12. | «9th & Hennepin»                   | 1:58     |  |
| 13. | «Gun Street Girl»                  | 4:37     |  |
| 14. | «Union Square»                     | 2:24     |  |
| 15. | «Blind Love»                       | 4:18     |  |
| 16. | «Walking Spanish»                  | 3:05     |  |
| 17. | «Downtown Train»                   | 3:53     |  |
| 18. | «Bride of Rain Dog» (Instrumental) | 1:07     |  |
| 19. | «Anywhere I Lay My Head»           | 2:48     |  |

## Personal
- Tom Waits: música (1-10, 12-17, 19), guitarra (2, 4, 6, 8-10, 15-17), órgano Farfisa (3, 19), piano (5, 12), pump organ (8), banjo (13) y armonio (18)
- Michael Blair: percusión (1-4, 7, 8, 13, 17), marimba (2, 7, 10, 12), congas (4), batería (8, 14, 18), percusión de metal (12) y sierra de arco (12)
- Stephen Hodges: batería (1, 2, 4, 6, 10, 11, 15, 16) y parade drums (3)
- Larry Taylor: contrabajo (1, 3, 4, 6, 8-10, 15) y bajo (7, 11, 14, 16)
- Marc Ribot: guitarra (1-4, 7, 8) y guitarra principal (10)
- Chris Spedding: guitarra (1)
- Hollywood Paul Litteral: trompeta (1, 11, 19)
- Tony Garnier: contrabajo (2)
- Bobby Previte: percusión (2) y marimba (2)
- William Schimmel: acordeón (3, 9, 10)
- Bob Funk: trombón (3, 5, 10, 11, 19)
- Ralph Carney: saxofón barítono (4, 14), saxofón (11, 18) y clarinete (12)
- Greg Cohen: contrabajo (5, 12, 13)
- Keith Richards: guitarra (6, 14, 15) y coros (15)
- Robert Musso: banjo (7)
- Arno Hecht: saxofón tenor (11, 19)
- Crispin Cioe: saxofón (11, 19)
- Robert Quine: guitarra (15, 17)
- Ross Levinson: violines (15)
- John Lurie: saxofón alto (16)
- G.E. Smith: guitarra (17)
- Mickey Curry: batería (17)
- Tony Levin: bajo (17)
- Robert Kilgore: órgano (17)